# 費里 (阿拉斯加州)
費里（英語：Ferry）是位於美國阿拉斯加州迪納利自治市鎮的一個非建制地區和人口普查指定地區。根據2010年美國人口普查，該地人口為33人，而該地的面積約為164.70平方千米。

## 地理
費里的座標為64°03′52″N 148°59′49″W / 64.06444°N 148.99694°W，而該地的平均海拔高度為589米（即1932英尺）。